# Braunsia stellifera
Braunsia stellifera är en stekelart som beskrevs av Szepligeti 1915. Braunsia stellifera ingår i släktet Braunsia och familjen bracksteklar. Inga underarter finns listade.